# Prost AP02
Chronologie des modèles
Prost AP01 Prost AP03
La Prost AP02 est la monoplace de Formule 1 engagée par l'écurie française Prost Grand Prix lors du Championnat du monde de Formule 1 1999. Elle est pilotée par le Français Olivier Panis et l'Italien Jarno Trulli. Le Français Stéphane Sarrazin est le pilote d'essais. Elle est équipée d'un moteur V10 Peugeot pour la deuxième année consécutive.

## Historique

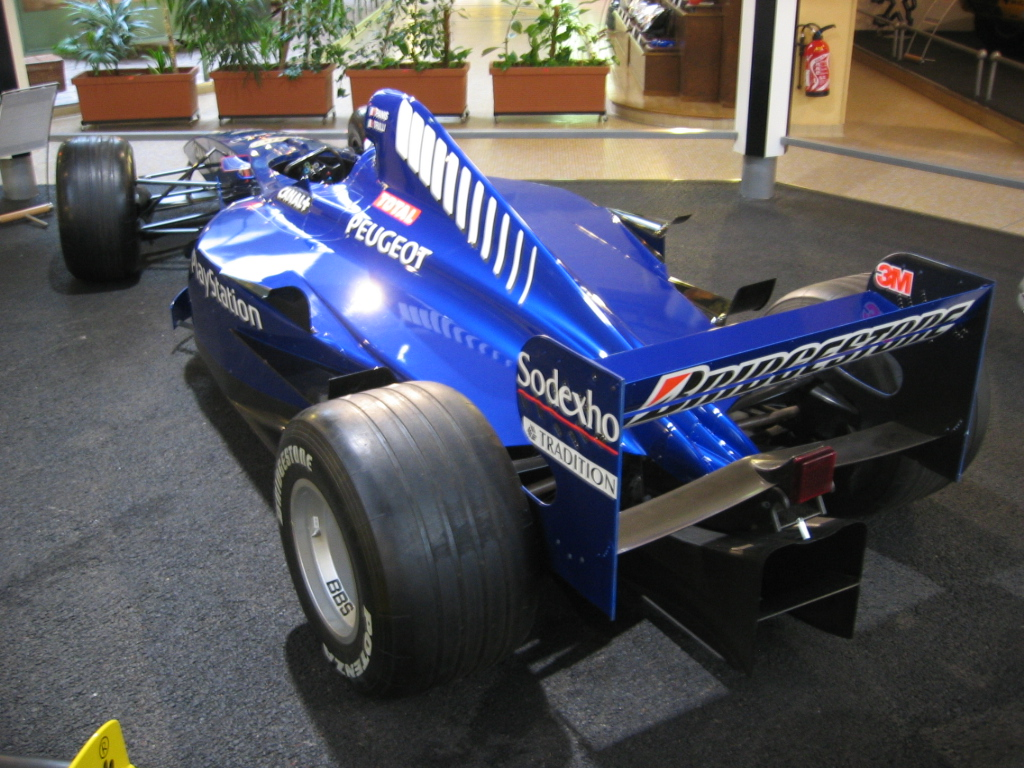
L'arrière de la Prost AP02.

Après un début de saison soldé par un double abandon lors du Grand Prix d'Australie, la Prost AP02 marque son premier point grâce à Olivier Panis au Grand Prix suivant, au Brésil,. Le Français est ensuite victime de problèmes de fiabilité alors que Trulli, qui a abandonné lors des trois premières courses, notamment en raison d'accrochage avec d'autres pilotes, prend le point de la sixième place en Espagne.
Lors du Grand Prix de France, Olivier Panis se qualifie en troisième position sous des conditions climatiques difficiles. Le Français ne parvient pas à convertir cette performance en course, lors de laquelle il termine huitième, juste derrière son coéquipier,. Après quatre courses sans point pour l'écurie française, Jarno Trulli termine deuxième sous le déluge du Grand Prix d'Europe alors qu'il s'est élancé de la dixième place. Panis, pourtant élancé cinquième, termine neuvième,. La deuxième place de Trulli représente le premier podium de Prost Grand Prix depuis le Grand Prix d'Espagne 1997 et la deuxième place de Panis mais aussi le troisième et dernier podium de l'écurie, ainsi que le quatorzième et dernier d'un moteur Peugeot en Formule 1.
La fin de saison est entachée par des problèmes de fiabilité du moteur Peugeot A18. Lors du dernier Grand Prix de la saison, disputé au Japon, alors que Panis et Trulli se qualifient respectivement en sixième et septième positions, le pilote italien abandonne au troisième tour à la suite d'une casse moteur alors que Panis, auteur d'un excellent départ, abandonne au dix-neuvième tour à la suite d'un problème électrique alors qu'il était en troisième position pendant le premier tiers de la course,,.
À l'issue de la saison, Prost Grand Prix termine septième du championnat des constructeurs avec neuf points, le deuxième meilleur résultat de l'histoire de l'écurie. Jarno Trulli prend la onzième place du championnat des pilotes avec sept points et Olivier Panis se classe seizième avec deux points. Pour la saison suivante, Panis devient pilote d'essais pour McLaren Racing et Trulli remplace Damon Hill, parti à la retraite, chez Jordan Grand Prix.

## Résultats en championnat du monde de Formule 1

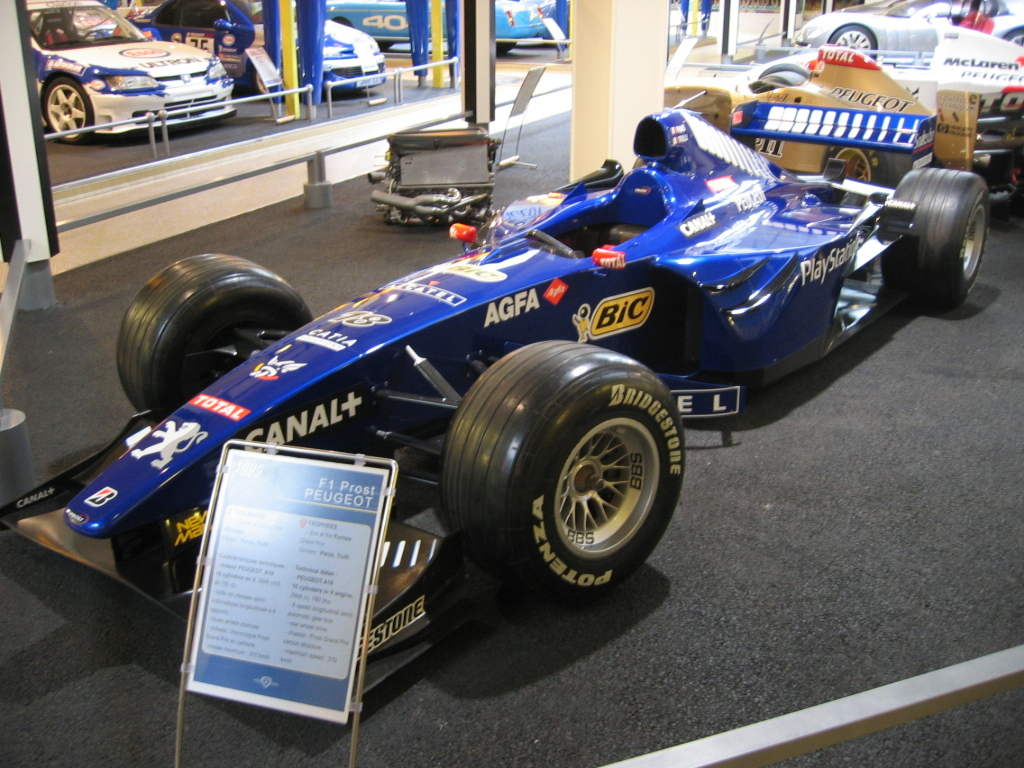
La Prost AP02 au Musée Peugeot, à Sochaux

| Saison | Écurie                  | Moteur          | Pneus       | Pilotes       | Courses | Courses | Courses | Courses | Courses | Courses | Courses | Courses | Courses | Courses | Courses | Courses | Courses | Courses | Courses | Courses | Points inscrits | Classement |
| Saison | Écurie                  | Moteur          | Pneus       | Pilotes       | 1       | 2       | 3       | 4       | 5       | 6       | 7       | 8       | 9       | 10      | 11      | 12      | 13      | 14      | 15      | 16      | Points inscrits | Classement |
| ------ | ----------------------- | --------------- | ----------- | ------------- | ------- | ------- | ------- | ------- | ------- | ------- | ------- | ------- | ------- | ------- | ------- | ------- | ------- | ------- | ------- | ------- | --------------- | ---------- |
| 1999   | Gauloises Prost Peugeot | Peugeot V10 A18 | Bridgestone |               | AUS     | BRÉ     | SMR     | MON     | ESP     | CAN     | FRA     | GBR     | AUT     | ALL     | HON     | BEL     | ITA     | EUR     | MAL     | JAP     | 9               | 7e         |
| 1999   | Gauloises Prost Peugeot | Peugeot V10 A18 | Bridgestone | Olivier Panis | Abd     | 6e      | Abd     | Abd     | Abd     | 9e      | 8e      | 13e     | 10e     | 6e      | 10e     | 13e     | 11e     | 9e      | Abd     | Abd     | 9               | 7e         |
| 1999   | Gauloises Prost Peugeot | Peugeot V10 A18 | Bridgestone | Jarno Trulli  | Abd     | Abd     | Abd     | 7e      | 6e      | Abd     | 7e      | 9e      | 7e      | Abd     | 8e      | 12e     | Abd     | 2e      | Np      | Abd     | 9               | 7e         |

Légende : ici 